# Saison 2011 de Super Rugby
Navigation
Super 14 2010 Super 15 2012
La saison 2011 est la première saison du Super 15, une compétition de rugby à XV qui est disputée par quinze franchises, cinq d'Australie, cinq d'Afrique du Sud et cinq de Nouvelle-Zélande. Elle fait suite au Super 14 et a été remaniée avec l'arrivée dans la compétition de la franchise australienne des Melbourne Rebels.
La compétition débute le 18 février 2011 et se termine par une finale le 9 juillet 2011. Le Super 15 se déroule en deux phases. La première consiste en une phase de championnat où les équipes sont réparties en trois conférences selon leur pays. Chacune des franchises rencontre toutes les autres équipes de sa conférence en matchs aller-retour. En outre, elle rencontre une fois huit des dix franchises qui composent les deux autres conférences. Elle reçoit quatre fois et se déplace également quatre fois. À la fin de cette première phase, les deux meilleurs leaders des trois conférences sont directement qualifiés pour la seconde phase à élimination directe. Le troisième leader ainsi que les trois autres meilleures franchises sont qualifiés pour les matchs de barrages. Les vainqueurs de ces matchs se rencontrent en demi-finale, les deux franchises directement qualifiées et les vainqueurs s'affrontent en finale.
Les Queensland Reds remportent cette première édition du Super 15 en battant en finale les Crusaders sur le score de 18 à 15. Will Genia offre la victoire a ses coéquipiers en marquant un essai sur un exploit individuel à dix minutes de la fin du match.

## Franchises participantes
La compétition oppose quinze franchises issues d'Afrique du Sud, d'Australie et de Nouvelle-Zélande. Chaque franchise représente une aire géographique.
| Nom              | Pays             | Ville        | Stade                   | Entraîneur       |
| ---------------- | ---------------- | ------------ | ----------------------- | ---------------- |
| Blues            | Nouvelle-Zélande | Auckland     | Eden Park               | Pat Lam          |
| Brumbies         | Australie        | Canberra     | Canberra Stadium        | Andy Friend      |
| Bulls            | Afrique du Sud   | Pretoria     | Loftus Versfeld         | Frans Ludeke     |
| Cheetahs         | Afrique du Sud   | Bloemfontein | Free State Stadium      | Naka Drotske     |
| Chiefs           | Nouvelle-Zélande | Hamilton     | Waikato Stadium         | Ian Foster       |
| Crusaders        | Nouvelle-Zélande | Christchurch | AMI Stadium             | Todd Blackadder  |
| Highlanders      | Nouvelle-Zélande | Dunedin      | Carisbrook              | Jamie Joseph     |
| Hurricanes       | Nouvelle-Zélande | Wellington   | Westpac Stadium         | Mark Hammett     |
| Lions            | Afrique du Sud   | Johannesburg | Ellis Park Stadium      | Dick Muir        |
| Melbourne Rebels | Australie        | Melbourne    | AAMI Park               | Rod Macqueen     |
| Queensland Reds  | Australie        | Brisbane     | Suncorp Stadium         | Ewen McKenzie    |
| Sharks           | Afrique du Sud   | Durban       | Kings Park Stadium      | John Plumtree    |
| Stormers         | Afrique du Sud   | Cape Town    | Newlands Stadium        | Allister Coetzee |
| Waratahs         | Australie        | Sydney       | Sydney Football Stadium | Chris Hickey     |
| Western Force    | Australie        | Perth        | Perth Oval              | John Mitchell    |

## Résumé des résultats

### Classements de la phase régulière
| Rang | Franchise        | J  | V  | N | D  | Bo | Bd | Pm  | Pe  | Diff | Pts |
| ---- | ---------------- | -- | -- | - | -- | -- | -- | --- | --- | ---- | --- |
| 1    | Queensland Reds  | 16 | 13 | 0 | 3  | 5  | 1  | 429 | 309 | +120 | 66  |
| 2    | Waratahs         | 16 | 10 | 0 | 6  | 6  | 3  | 398 | 252 | +146 | 57  |
| 3    | Western Force    | 16 | 5  | 2 | 9  | 0  | 5  | 333 | 416 | -83  | 37  |
| 4    | Brumbies         | 16 | 4  | 1 | 11 | 3  | 4  | 314 | 437 | -123 | 33  |
| 5    | Melbourne Rebels | 16 | 3  | 0 | 13 | 2  | 2  | 281 | 570 | -289 | 24  |

| Rang | Franchise   | J  | V  | N | D | Bo | Bd | Pm  | Pe  | Diff | Pts |
| ---- | ----------- | -- | -- | - | - | -- | -- | --- | --- | ---- | --- |
| 1    | Crusaders   | 16 | 11 | 1 | 4 | 5  | 2  | 436 | 273 | +163 | 61  |
| 2    | Blues       | 16 | 10 | 1 | 5 | 6  | 4  | 405 | 335 | +70  | 60  |
| 3    | Highlanders | 16 | 8  | 0 | 8 | 2  | 3  | 296 | 343 | -47  | 45  |
| 4    | Hurricanes  | 16 | 5  | 2 | 9 | 5  | 5  | 328 | 398 | -70  | 42  |
| 5    | Chiefs      | 16 | 6  | 1 | 9 | 2  | 4  | 332 | 348 | -16  | 40  |

| Rang | Franchise | J  | V  | N | D  | Bo | Bd | Pm  | Pe  | Diff | Pts |
| ---- | --------- | -- | -- | - | -- | -- | -- | --- | --- | ---- | --- |
| 1    | Stormers  | 16 | 12 | 0 | 4  | 4  | 3  | 400 | 257 | +143 | 63  |
| 2    | Sharks    | 16 | 10 | 1 | 5  | 6  | 1  | 407 | 339 | +68  | 57  |
| 3    | Bulls (T) | 16 | 10 | 0 | 6  | 3  | 3  | 416 | 370 | +46  | 54  |
| 4    | Cheetahs  | 16 | 5  | 0 | 11 | 5  | 7  | 435 | 437 | -2   | 40  |
| 5    | Lions     | 16 | 3  | 1 | 12 | 2  | 5  | 351 | 477 | -126 | 25  |

|  | Qualifiés directement pour les demi-finales (les deux meilleurs leaders parmi les trois conférences).  |
|  | Qualifié pour les matchs de barrages (leader de la troisième conférence).                              |
|  | Qualifiés pour les matchs de barrage (les 3 franchises les mieux classées hors leaders de conférence). |
|  | T : Tenant du titre 2010                                                                               |

Attribution des points : victoire : 4, match nul : 2, défaite : 0 ; plus les bonus (offensif : 4 essais marqués ; défensif : défaite par 7 points d'écart maximum). De plus, chaque équipe reçoit 4 points à chaque journée non disputée (bye).
Règles de classement : 1. nombre de victoires ; 2. différence de points ; 3. nombre d'essais marqués ; 4. différence d'essais ; 5. tirage au sort (seulement pour les places qualificatives en phase finale).

### Phase finale
À la fin de cette première phase, les deux meilleurs leaders des conférences sont directement qualifiés pour la seconde phase à élimination directe. Le troisième leader ainsi que les trois franchises les mieux classées au général sont qualifiées pour les matchs de barrage. Les vainqueurs de ces matchs rencontrent en demi-finale les deux franchises directement qualifiées. À noter que le premier reçoit l'équipe la plus faible issue des barrages (la quatrième si la troisième gagne son match ou la sixième, si elle s'impose sur le terrain de l'équipe ayant finie troisième), le second recevant l'équipe restante. La finale se déroule sur le terrain de l'équipe la mieux classée de la première phase.
|  | Barrage                                   | Barrage                                 |                                               |                                               | Demi-finales                                   | Demi-finales                                   |  |  | Finale                                         | Finale                                         |
|  | Barrage                                   | Barrage                                 |                                               |                                               | Demi-finales                                   | Demi-finales                                   |  |  | Finale                                         | Finale                                         |
|  |                                           |                                         |                                               |                                               |                                                |                                                |  |  |                                                |                                                |
|  | le 24 juin 2011 à l'Eden Park, Auckland   | le 24 juin 2011 à l'Eden Park, Auckland |                                               |                                               | le 2 juillet 2011 au Suncorp Stadium, Brisbane | le 2 juillet 2011 au Suncorp Stadium, Brisbane |  |  | le 9 juillet 2011 au Suncorp Stadium, Brisbane | le 9 juillet 2011 au Suncorp Stadium, Brisbane |
|  | le 24 juin 2011 à l'Eden Park, Auckland   | le 24 juin 2011 à l'Eden Park, Auckland |                                               |                                               | le 2 juillet 2011 au Suncorp Stadium, Brisbane | le 2 juillet 2011 au Suncorp Stadium, Brisbane |  |  | le 9 juillet 2011 au Suncorp Stadium, Brisbane | le 9 juillet 2011 au Suncorp Stadium, Brisbane |
|  | le 24 juin 2011 à l'Eden Park, Auckland   | le 24 juin 2011 à l'Eden Park, Auckland | [1] Queensland Reds                           | 30                                            |                                                |                                                |  |  | le 9 juillet 2011 au Suncorp Stadium, Brisbane | le 9 juillet 2011 au Suncorp Stadium, Brisbane |
|  | [4] Blues                                 | 26                                      | [1] Queensland Reds                           | 30                                            |                                                |                                                |  |  | le 9 juillet 2011 au Suncorp Stadium, Brisbane | le 9 juillet 2011 au Suncorp Stadium, Brisbane |
|  | [4] Blues                                 | 26                                      | [4] Blues                                     | 13                                            |                                                |                                                |  |  | le 9 juillet 2011 au Suncorp Stadium, Brisbane | le 9 juillet 2011 au Suncorp Stadium, Brisbane |
|  | [5] Waratahs                              | 13                                      | [4] Blues                                     | 13                                            |                                                |                                                |  |  | le 9 juillet 2011 au Suncorp Stadium, Brisbane | le 9 juillet 2011 au Suncorp Stadium, Brisbane |
|  | [5] Waratahs                              | 13                                      | le 2 juillet 2011 au Newlands Stadium, Le Cap | le 2 juillet 2011 au Newlands Stadium, Le Cap | [1] Queensland Reds                            | 18                                             |  |  |                                                |                                                |
|  | le 25 juin 2011 au Trafalgar Park, Nelson |                                         | le 2 juillet 2011 au Newlands Stadium, Le Cap | le 2 juillet 2011 au Newlands Stadium, Le Cap | [1] Queensland Reds                            | 18                                             |  |  |                                                |                                                |
|  |                                           | [3] Crusaders                           | le 2 juillet 2011 au Newlands Stadium, Le Cap | le 2 juillet 2011 au Newlands Stadium, Le Cap | 13                                             |                                                |  |  |                                                |                                                |
|  | [3] Crusaders                             | [3] Crusaders                           | le 2 juillet 2011 au Newlands Stadium, Le Cap | le 2 juillet 2011 au Newlands Stadium, Le Cap | 13                                             | 36                                             |  |  |                                                |                                                |
|  | [3] Crusaders                             | [3] Crusaders                           | 29                                            |                                               |                                                | 36                                             |  |  |                                                |                                                |
|  | [6] Sharks                                | [3] Crusaders                           | 29                                            | 8                                             |                                                |                                                |  |  |                                                |                                                |
|  | [6] Sharks                                | [2] Stormers                            | 10                                            | 8                                             |                                                |                                                |  |  |                                                |                                                |
|  |                                           | [2] Stormers                            | 10                                            |                                               |                                                |                                                |  |  |                                                |                                                |

## Résultats détaillés

### Phase régulière

#### Tableau synthétique
L'équipe qui reçoit est indiquée dans la colonne de gauche.
| Clubs         | BLU   | BRU   | BUL   | CHE   | CHI   | CRU   | HIG   | HUR   | LIO   | REB   | RED   | SHA   | STO   | WAR   | WES   |
| ------------- | ----- | ----- | ----- | ----- | ----- | ----- | ----- | ----- | ----- | ----- | ----- | ----- | ----- | ----- | ----- |
| Blues         |       |       |       | 29-22 | 11-16 | 24-22 | 33-16 | 41-17 |       | 40-23 |       |       | 26-28 | 31-17 |       |
| Brumbies      |       |       |       |       | 28-20 |       |       | 17-16 | 20-29 | 32-17 | 25-31 |       | 3-16  | 22-29 | 19-27 |
| Bulls         |       |       |       | 32-21 | 43-26 |       | 28-35 |       | 30-23 | 47-10 |       | 23-26 | 13-23 | 23-17 |       |
| Cheetahs      |       | 47-36 | 23-25 |       |       | 33-20 |       | 47-50 | 20-25 | 41-21 |       | 18-23 | 34-44 |       |       |
| Chiefs        | 13-16 |       |       |       |       | 16-34 | 20-7  | 18-18 |       | 38-10 | 11-19 | 15-9  | 30-23 |       |       |
| Crusaders     | 23-16 | 52-10 | 27-0  |       | 25-19 |       | 18-26 | 16-9  |       |       |       | 44-28 |       | 33-18 |       |
| Highlanders   | 10-15 | 26-20 |       | 24-21 | 23-13 | 13-44 |       | 13-6  | 22-26 |       |       |       |       |       | 14-21 |
| Hurricanes    | 11-17 |       | 14-26 |       | 29-26 | 0-0   | 9-14  |       | 38-27 |       | 28-26 |       |       |       | 34-28 |
| Lions         | 32-41 |       | 20-24 | 19-53 | 30-34 |       |       |       |       |       | 25-30 | 30-30 | 19-33 |       | 15-27 |
| Rebels        |       | 25-24 |       |       |       |       | 18-40 | 42-25 |       |       | 18-33 | 32-34 | 3-40  | 0-43  | 24-27 |
| Reds          | 37-31 | 14-22 | 39-30 | 41-8  |       | 17-16 |       |       |       | 53-3  |       |       |       | 19-15 | 21-20 |
| Sharks        | 26-12 | 34-16 | 23-32 | 24-9  |       |       |       | 40-24 | 27-3  |       |       |       | 6-16  | 26-21 |       |
| Stormers      |       |       | 16-19 | 21-15 |       | 14-20 | 18-6  |       | 19-16 |       | 6-19  | 32-12 |       |       | 51-16 |
| Waratahs      |       | 41-7  |       | 3-23  | 23-16 |       | 33-7  |       | 29-12 | 28-9  | 30-6  |       |       |       | 20-15 |
| Western Force | 22-22 | 13-13 | 26-21 |       |       | 30-42 |       |       |       | 25-26 | 21-24 | 12-39 |       | 3-31  |       |

|  | Victoire à domicile |  | Match nul |  | Défaite à domicile |

#### Détail des résultats
Les points marqués par chaque équipe sont inscrits dans les colonnes centrales (3-4) alors que les essais marqués sont donnés dans les colonnes latérales (1-6). Les points de bonus sont symbolisés par une bordure bleue pour les bonus offensifs (quatre essais inscrits), orange pour les bonus défensifs (défaite avec au plus sept points d'écart), rouge si les deux bonus sont cumulés.

### Phase finale

#### Barrages
| 24 juin 2011 19h35 UTC+12 | Blues | 26 – 13 (13 – 8) | Waratahs                                                        | Eden Park, Auckland 16 100 spectateurs Arbitre : Chris Pollock |
| 24 juin 2011 19h35 UTC+12 | Essai(s) : Munro (23e), Williams (62e) Transformation(s) : McAlister (24e), Munro (64e) Pénalité(s) : Munro (33e, 36e, 55e), McAlister (78e) |                  | Essai(s) : Carter (17e), Turner (73e) Pénalité(s) : Beale (31e) | Eden Park, Auckland 16 100 spectateurs Arbitre : Chris Pollock |
| 24 juin 2011 19h35 UTC+12 | |                  |                                                                 | Eden Park, Auckland 16 100 spectateurs Arbitre : Chris Pollock |

| 25 juin 2011 19h35 UTC+12 | Crusaders | 36 – 8 (13 – 5) | Sharks                                              | Trafalgar Park, Nelson Arbitre : Bryce Lawrence |
| 25 juin 2011 19h35 UTC+12 | Essai(s) : Williams (31e), Read (49e), B. Franks (77e) Transformation(s) : Carter 2 (33e, 50e), Berquist (78e) Pénalité(s) : Carter 5 (1re, 35e, 47e, 57e, 74e) |                 | Essai(s) : Alberts (10e) Pénalité(s) : Lambie (42e) | Trafalgar Park, Nelson Arbitre : Bryce Lawrence |
| 25 juin 2011 19h35 UTC+12 | |                 |                                                     | Trafalgar Park, Nelson Arbitre : Bryce Lawrence |

#### Demi-finales
| 2 juillet 2011 19h40 UTC+10 | Queensland Reds | 30 – 13 (15 - 7) | Blues                                                                                        | Suncorp Stadium, Brisbane 44 940 spectateurs Arbitre : Jonathan Kaplan |
| 2 juillet 2011 19h40 UTC+10 | Essai(s) : Davies 3 (11e, 44e, 56e), Tapuai (29e) Transformation(s) : Cooper 2 (12e, 58e) Pénalité(s) : Cooper (37e) Drop(s) : Cooper (74e) |                  | Essai(s) : Lowrey (40e) Transformation(s) : Brett (40e) Pénalité(s) : McAlister 2 (45e, 52e) | Suncorp Stadium, Brisbane 44 940 spectateurs Arbitre : Jonathan Kaplan |
| 2 juillet 2011 19h40 UTC+10 | |                  |                                                                                              | Suncorp Stadium, Brisbane 44 940 spectateurs Arbitre : Jonathan Kaplan |

| 2 juillet 2011 17h05 UTC+2 | Stormers                                                                         | 10 – 29 (10 - 23) | Crusaders | Newlands Stadium, Le Cap 48 017 spectateurs Arbitre : Craig Joubert |
| 2 juillet 2011 17h05 UTC+2 | Essai(s) : Habana (38e) Transformation(s) : Grant (39e) Pénalité(s) : Grant (6e) |                   | Essai(s) : Maitland (15e), Fruean (33e) Transformation(s) : Carter 2 (16e, 35e) Pénalité(s) : Carter 5 (13e, 19e, 24e, 42e, 64e) | Newlands Stadium, Le Cap 48 017 spectateurs Arbitre : Craig Joubert |
| 2 juillet 2011 17h05 UTC+2 |                                                                                  |                   | | Newlands Stadium, Le Cap 48 017 spectateurs Arbitre : Craig Joubert |

#### Finale
(mt : 6 - 7)
Points marqués
- Reds : 2 essais de Ioane (51e) et Genia (68e), 1 transformation de Cooper (20e), 2 pénalités de Cooper (32e, 38e).
- Crusaders :1 essai de Carter (34e), 1 transformation de Carter (35e), 2 pénalités de Carter (49e, 56e).

Évolution du score : 3-0, 3-5, 3-7, 6-7, 6-10, 11-10, 13-10, 13-13, 18-13
Arbitre :  Bryce Lawrence
Résumé
| Reds Titulaires Jono Lance 15 Rodney Davies 14 Anthony Fainga'a 13 Ben Tapuai 12 Digby Ioane 11 Quade Cooper 10 Will Genia 9 Radike Samo 8 Beau Robinson 7 Scott Higginbotham 6 (cap.) James Horwill 5 Rob Simmons 4 Greg Holmes 3 Saia Fainga'a 2 Ben Daly 1 Remplaçants James Hanson 16 Guy Shepherdson 17 Adam Wallace-Harrison 18 Jake Schatz 19 Liam Gill 20 Ian Prior 21 Will Chambers 22 Entraîneur Ewen McKenzie |  |  |  | Crusaders Titulaires 15 Tom Marshall 14 Sean Maitland 13 Robbie Fruean 12 Sonny Bill Williams 11 Zac Guildford 10 Dan Carter 9 Andy Ellis 8 Kieran Read 7 Richie McCaw (cap.) 6 George Whitelock 5 Sam Whitelock 4 Brad Thorn 3 Owen Franks 2 Corey Flynn 1 Wyatt Crockett Remplaçants 16 Quentin McDonald 17 Ben Franks 18 Luke Romano 19 Matt Todd 20 Kahn Fotuali'i 21 Matt Berquist 22 Ryan Crotty Entraîneur Todd Blackadder |